# Diigo
Diigo — онлайн-сервис и набор программного обеспечения для создания и хранения заметок и закладок.

## История сервиса
Сайт начал полноценное функционирование 24 июля 2006 года. Создатели: Wade Ren, Joel Liu, Maggie Tsai. Первоначально проходил апробацию в статусе Beta (в 2005 году, создан 22 декабря 2004). Разработчик — Diigo Inc. Базируется — США, Орегон, Портленд. Ежедневное число посетителей в декабре 2015 года — около 145 000. Ежедневный доход сайта с рекламы около $1,327.66. Приблизительная оценка стоимости — $760,914.

## Функции[3]
My Library (Библиотека сервиса) в Diigo позволяет хранить ссылку (в этом случае ссылка кешируется, в случае изменения или удаления страницы сохраняется её копия), возможность сортировать их в папки, делать к ней аннотацию (с уровнем доступа «для себя» или «для всех») и отмечать тегами, задавать уровень доступа к закладке (публичный или «только для себя»), создавать и хранить заметки, отмечать отдельные заметки знаком «Не прочитано», возможность поиска по архиву ссылок и заметок, экспорта и импорта заметок. Поддерживаются многие блоггерские платформы: Blogger, LiveJournal, WordPress, Typepad, Movable Type, MSN и Drupal (есть возможность автоматического ежедневного постинга ссылок за день в блог через добавление публичных закладок в сервис).
Существует возможность делать закладки только на часть страницы. Есть возможность оставлять на страницах заметки в виде стикеров. Возможно хранение заметок (в том числе в html) и изображений (в платных версиях ещё и файлов в формате .pdf).
Существует поддержка социальных групп (My Network). Сообщества обмениваются закладками, заметками и изображениями, что обеспечивает персонифицированные рекомендации ссылок и заметок, основанные на личных интересах.
Добавлена возможность делать скриншоты, просматривать текстовые версии страниц, существует почтовый сервис Diigo, позволяющий переслать информацию на контактный e-mail. Страница My Dashboard предоставляет информацию о происходящем на сервисе в отсутствие пользователя: посетителей профиля, непрочтенные сообщения, новые записи на «стене комментариев», активность в избранных группах, последние закладки, ссылки, рекомендованные друзьями.

## Типы аккаунтов
Необходима регистрация. Допускается вход с Facebook, Google, Yahoo, Twitter или OpenID.
Базовый функционал сервиса бесплатен. Часть функций Diigo предназначена для трёх типов Premium-аккаунтов с расширенным функционалом:
- Social — 7 долларов в год
- Standard — 40 долларов в год
- Professional — 59 долларов в год

## Совместимость
Совместимость как с Microsoft Windows, так и с Mac. Возможность доступа с Android, iPad (есть расширения Diigo iPad и Diigo Browser for iPad), iPhone, iOS, Windows Phone 7.

## Расширения для браузеров
Существуют расширения Diigo для Firefox, Internet Explorer, Google Chrome, Opera, Safari: Diigolet (предоставляемый на сайте) и установка панели инструментов Diigo в браузер. Она позволяет выделить и аннотировать текст, прикрепить примечания к отдельным фрагментам страницы. Эта информация (выделенные фрагменты, примечания, теги и оригинальный url) сохраняется на серверах Diigo.
Существует расширение Firefox для снятия скриншотов (Awesome Screenshot). Оно допускает снимок целой страницы (в том числе с прокруткой) и видимой части страницы, возможность редактирования скриншота: обрезка, нанесение стрелок, текстовые примечания, фигуры, пересылка изображения в Diigo .

## Недостатки[8]
- Перегруженность функциями, которые иногда дублируют друг друга
- Отсутствие группировки тегов
- Нет русского интерфейса

## Факты
- 25 октября 2012 года домен diigo.com был угнан. Злоумышленник остался неизвестным.